# Latronister guyanensis
Latronister guyanensis är en skalbaggsart som beskrevs av Dégallier 2004. Latronister guyanensis ingår i släktet Latronister och familjen stumpbaggar. Inga underarter finns listade i Catalogue of Life.